# 京都市立朱雀第四小学校
京都市立朱雀第四小学校（きょうとしりつ すざくだいよんしょうがっこう）は、京都府京都市中京区西ノ京笠殿町にある公立小学校。

## 概要
- 校庭にアカシア・クスノキの大木があり、学校のシンボルとなっている。

これは、略称の「朱四校（しゅしこう）」と「学び舎」から作った「朱四舎」を「あかしや」と読んだことに由来する。
そのため、学校の行事や印刷物などに「あかしや」の語がついていたり、学校正門前にあった文具店が「あかしや文具店」の名称になっていたりした。
- 敷地内からは平安京の遺跡が発掘されている。

## 沿革
- 1929年（昭和4年）
  - 3月14日 - 開校が認可される[2]
  - 4月1日 - 京都工学校を仮校舎として借り受けて開校[2]
- 1930年（昭和5年）4月1日 - 新校舎（現校地）に移転[3]
- 1934年（昭和9年）3月1日 - 通学区域変更。一部朱六校へ[1]。
- 1935年（昭和10年）6月 - 京都大水害により校舎が被害を受ける[4]。
- 1937年（昭和12年）1月8日 - 通学区域変更。一部朱八校へ[1]。
- 1941年（昭和16年）4月 - 国民学校令により京都市立朱雀第四国民学校と改称[5]
- 1943年（昭和18年）3月27日 - 学校統合により朱雀第五学区の児童編入[3]。
- 1947年（昭和22年） - 学制改革により京都市立朱雀第四小学校となる[3][5]。

## 校区
通学区域は、後述する「#朱雀第四学区」の範囲から西ノ京冷泉町の一部を除いた地域に、西ノ京三条坊町の全部と西ノ京西中合町・西ノ京東中合町・西ノ京下合町・西ノ京桑原町・壬生上大竹町、壬生西大竹町・壬生東大竹町の一部を加えたものである。概ね、東は御前通及び下ノ森通、西は紙屋川及び西大路通、佐井西通、北は山陰本線、南は三条通及び蛸薬師通を限りとする。
市立中学校の通学区域は京都市立西ノ京中学校と京都市立朱雀中学校にまたがっている。

## 交通アクセス
鉄道
- 西日本旅客鉄道（JR西日本）山陰本線 円町駅から南東へ600m。
- 京都市営地下鉄東西線 西大路御池駅から北西へ500m。

路線バス
- 京都市営バス26・27・91・202・203・205・臨 西大路四条系統「太子道」停留所から南東へ400m。

## 朱雀第四学区
朱雀第四学区（すざくだいよんがっく）は、京都市の学区（元学区）のひとつ。京都市中京区に位置する。朱雀第四小学校の通学区域を概ねの範囲とする、京都市の地域自治の単位となっている。
朱雀第四学区の名称の朱雀のもととなるのは明治22年（1889年）の町村制施行に伴い、聚楽廻、西京村、壬生村が合併して成立した朱雀野村である。朱雀野村は大正7年（1918年）に西院村の一部と共に京都市下京区（当時）に編入され、編入された区域は下京第34学区となった。
下京第34学区は、昭和4年（1929年）に、学区名が小学校名により改称され、上京区・下京区から、左京区・中京区・東山区が分区されると、朱雀学区となり、中京区に属した。
学区内には、明治37年（1904年）に朱雀野小（のちに朱雀第一小と改称）が創立し、大正元年（1912年）には朱雀野第二小（のちに朱雀第二小と改称）、大正10年（1921年）には松原小（のちに朱雀第三小と改称）、昭和4年（1929年）に朱雀第四小、昭和5年（1930年）に朱雀第五小、昭和7年（1932年）に朱雀第六小、昭和8年（1933年）に朱雀第七小、昭和12年（1937年）に朱雀第八小が創立された。
昭和16年（1941年）に国民学校令の施行により学区の根拠が失われ（京都市の学区そのものは昭和17年（1942年）に廃止）、昭和16年6月に国民学校の通学区域を単位とする町内会連合会が発足。朱雀第四国民学校の通学区域を単位として朱雀第四町内会連合会が設置され、戦後のポツダム政令による解体ののち、住民自治の単位である現在の朱雀第四学区となった。

### 地理
朱雀第四学区は、北側が朱雀第二学区、東側が朱雀第六学区と朱雀第五学区、南側が朱雀第五学区、西側が朱雀第八学区と接する。区域は、概ね東は下ノ森通（相合図子通）、北はJR山陰本線、西は紙屋川と西大路通、南は三条通であり、西ノ京を冠称する町の一部（ごく一部壬生地域を含む）から構成され、東南部の西ノ京西月光町は近世から明治初期まで、西ノ京村ではなく三条台村（二条御城廻）に属した。面積は0.44 平方キロメートルである。

### 人口・世帯数
京都市内では、概ね元学区を単位として国勢統計区が設定されており、朱雀第四学区の区域に設定されている国勢統計区（中京区第11国勢統計区）における令和2年（2020年）10月の人口・世帯数は6,741人、3,677世帯である。

### 朱雀第四学区の通り

#### 東西の通り
- 旧二条通
- 上押小路通
- 御池通
- 三条通

#### 南北の通り
- 下ノ森通
- 御前通
- 天神通
- 西大路通

### 朱雀第四学区の町名
- 西ノ京上合町
- 西ノ京原町
- 西ノ京下合町[町 1]
- 西ノ京南原町
- 西ノ京笠殿町
- 西ノ京冷泉町
- 西ノ京銅駝町
- 西ノ京北小路町
- 西ノ京船塚町
- 西ノ京西月光町
- 西ノ京新建町
- 西ノ京平町
- 西ノ京南上合町[町 1]
- 西ノ京東中合町[町 1]
- 西ノ京樋ノ口町
- 壬生上大竹町[町 1]

1. 1 2 3 4  一部が朱雀第四学区に含まれる。

### 交通
鉄道
- JR山陰本線（嵯峨野線）（学区内に駅は存在しない）
- 京都市営地下鉄東西線 西大路御池駅

路線バス
- 京都市営バス 停留所
  - 太子道
  - 西大路御池
  - 西大路三条

### 主な施設
教育機関
- 京都市立朱雀第四小学校（西ノ京笠殿町）

その他
- 京都地方気象台（西ノ京笠殿町）
- 京都西ノ京上合郵便局（西ノ京南上合町）
- 京都西ノ京西月光郵便局（西ノ京西月光町）
- 市五郎稲荷神社（西ノ京原町）
  - 御土居跡
- 月光稲荷大明神（西ノ京西月光町）

### 歴史
史跡
- 御土居
- 西三条台改暦所